# Chariesthes bechynei
Chariesthes bechynei är en skalbaggsart som beskrevs av Stefan von Breuning 1953. Chariesthes bechynei ingår i släktet Chariesthes och familjen långhorningar. Inga underarter finns listade i Catalogue of Life.